# 융단비단뱀
융단비단뱀(영어: carpet python)은 호주, 뉴기니, 비스마르크제도, 솔로문군도에서 발견되는 대형 무독성 뱀이다. 비단뱀과 융단비단뱀속의 모식종이다.
ITIS에서는 6아종, 파충류DB에서는 7아종, IUCN에서는 8아종이 있는 것으로 분류한다.